# تپه اکره کوچک
تپه اکره کوچک مربوط به عصر آهن است و در شهرستان بیله‌سوار، بخش مرکزی، دهستان گوگ تپه، روستای زرگر واقع شده و این اثر در تاریخ ۱۲ شهریور ۱۳۸۶ با شمارهٔ ثبت ۱۹۴۳۴ به‌عنوان یکی از آثار ملی ایران به ثبت رسیده است.